# Vierkante koepel
De vierkante koepel is in de meetkunde met de driehoekige  en de vijfhoekige koepel een van de drie mogelijke koepels. Deze drie koepels zijn een johnsonlichaam, de vierkante koepel is het johnsonlichaam J4. Een vierkante koepel bestaat uit een deel van onder andere een romboëdrische kuboctaëder. Dat is een archimedisch lichaam.
De 92 Johnson-lichamen werden in 1966 door Norman Johnson benoemd en beschreven.